# Bouchane
Bouchane est une ville du Maroc. Elle est située dans la région de Marrakech-Safi.
Au recensement de la population de 2004, la ville de Bouchane comptait 9 554 habitants.
L'athlète français, Abdellatif Meftah, y est né le 3 janvier 1982.